# Hormoaning
Hormoaning je EP skupiny Nirvana. Vyšlo pouze v Austrálii a Japonsku. Několik skladeb se nachází i na albu Incesticide.

## Seznam skladeb
1. "Turnaround" (Devo) – 2:21
2. "Aneurysm" (Cobain/Nirvana) – 4:49
3. "D-7" (The Wipers) – 3:47
4. "Son of a Gun" (The Vaselines) – 2:50
5. "Even in His Youth" (Cobain/Nirvana) – 3:07
6. "Molly's Lips" (The Vaselines) – 1:53

## Umístění
| Rok  | Žebříček                      | Pozice |
| ---- | ----------------------------- | ------ |
| 1992 | Australský oficiální žebříček | No. 2  |
| 1992 | Japonský oficiální žebříček   | No. 67 |